# Katedra we Freising
Konkatedra śś. Marii i Korbiniana (niem. Dom St. Maria und St. Korbinian, powszechnie znana jako Freisinger Dom) – rzymskokatolicka świątynia znajdująca się w niemieckim mieście Freising, do 1803 siedziba diecezji Freising, od 1983 konkatedra archidiecezji Monachium i Freising.

## Historia
Kościół w tym miejscu, poświęcony świętej Marii, został założony w 715 roku przez bawarskiego księcia Theodberta. W 739 święty Bonifacy-Winfrid utworzył na rozkaz papieski cztery diecezje w Bawarii, a tutejszy kościół został siedzibą jednej z nich. Biskup Arbeo z Fryzyngi założył klasztor, szkołę katedralną i bibliotekę. Klasztorne rękopisy przechowywane są obecnie w Bawarskiej Bibliotece Państwowej. W latach 855–875 wzniesiono tu nową katedrę przypominającą bazyliki wczesnochrześcijańskie. Świątynia została odbudowana po pożarze w II połowie XII wieku. Pod koniec XV wieku budynek został przebudowany w stylu gotyckim przez Jörga von Halsbacha, który m.in. zastąpił płaski strop murowanym sklepieniem. W 1563 dzwony katedralne zostały zniszczone wskutek pożaru. W latach 1699–1701 wymieniono posadzkę, usuwając nagrobki biskupów. W XVII wieku, na zlecenie bpa Veita Adama von Gepeckha, przebudowano sklepienie w stylu renesansowym, przykrywając je białą sztukaterią oraz zainstalowano nowy ołtarz główny z obrazem pędzla Petera Paula Rubensa. W 1724 wnętrze katedry zostało przebudowane w stylu barokowym przez braci Asamów. W celu doświetlenia wnętrza powiększono okna clerestorium, a starsze elementy wyposażenia przeniesiono do krypty. W 1802 diecezja została zsekularyzowana. W 1821 jego nową siedzibą ordynariusza zostało Monachium, a mimo swojego historycznego znaczenia dawna katedra stała się kościołem filialnym miejskiej parafii św. Jerzego. W 1826 wzgórze katedralne zostało siedzibą seminarium duchownego i gimnazjum. Jednym z absolwentów i nauczycieli uczelni był późniejszy papież Benedykt XVI, który w 1951 w tym kościele przyjął święcenia kapłańskie. W latach 1919–1921 świątynię poddano renowacji, a fasada obecny wygląd uzyskała podczas gruntownego remontu w latach 1960–1970. W 1968 roku wyższe seminarium duchowne przeniesiono do Monachium, a w dawnej rezydencji biskupiej otwarto centrum edukacyjne Kardinal-Döpfner-Haus. W 1972 zamknięto niższe seminarium, dwa lata później w jego salach utworzono Diecezjalne Muzeum Sztuki Chrześcijańskiej. W 1981 liceum przeniesiono do nieodległego gmachu Philippsschloss. W 1983 dawna katedra została wyniesiona do godności konkatedry archidiecezji Monachium i Freising. W 1994 otwarto bibliotekę, a w 2018 rozpoczęto remont kompleksu.

## Architektura i wyposażenie
Świątynia ma cechy romanizmu i baroku. Ma układ bazylikowy, w nawach bocznych znajdują się empory. Do świątyni wchodzi się przez barokowy portal z 1681 roku, z kamienną figurą św. Korbiniana. Między kruchtą a nawą zachował się romański portal z figurami cesarza Fryderyka I Barbarossy, biskupa (prawdopodobnie Ottona z Fryzyngi, wuja cesarza lub Alberta I, budowniczego katedry), cesarzowej Beatrycze Burgundzkiej i ropuchy będącej symbolem płodności. 
W ołtarzu głównym znajduje się kopia obrazu Maryi jako niewiasty obleczonej w słońce autorstwa Petera Paula Rubensa, oryginał z 1605 przechowywany jest w monachijskiej Starej Pinakotece. Za prezbiterium ulokowano kaplicę św. Maksymiliana, na zakończeniu południowej nawy – św. Jana Nepomucena, a północnej – barokową kaplicę sakramentalną. W nawach bocznych zachowały się obrazy z okresu renesansowej przebudowy, będące dziełami m.in.: Petera Candida , Johanna Matthiasa Kagera, Johanna Ulricha Lotha czy Joachima von Sandrarta. Z okresu tej przebudowy pochodzi również ambona, zamontowana przy filarze południowej nawy. Freski nad westybulem przedstawiają życiorys Abrahama, Izaaka i Jakuba, będącego alegoriami trzech osób boskich: Boga Ojca, Syna Bożego i Ducha Świętego. Nad ołtarzem widnieje scena adoracji baranka, a nad prezbiterium – iluzoryczna kopuła podtrzymywana przez postacie czterech ewangelistów i wizerunek Matki Bożej z Dzieciątkiem. Fresk nad schodami we wschodniej części nawy upamiętnia tysiąclecie kościoła i poświęcony jest Świętej Trójcy, a nad pozostałą częścią nawy ukazano św. Korbiniana i jego cnoty triumfujące nad wadami. Dwadzieścia obrazów umieszczonych na balustradach empor przedstawia sceny z życia tegoż świętego. Freski w nawach bocznych nawiązują do ustawionych w nich ołtarzy. Zamykany prospekt organowy pochodzi z lat 1622–1623, jest on obudową dla 52-głosowych, trójmanuałowych organów wykonanych przez Winfrieda Albieza pod koniec lat 70. XX wieku.
Na terenie kompleksu przechowywana jest srebrna ikona Matki Bożej, którą namalować miał Łukasz Ewangelista. Trafiła do Freising z Konstantynopola przez Włochy i Anglię, została podarowana katedrze przez biskupa Nikodemusa della Scalę i przechowywana jest w barokowym ołtarzu w muzeum diecezjalnym.
W katedrze złożono szczątki świętego Korbiniana, świętego Nonnosa, większości z 60 biskupów Freising oraz licznych kanoników. W romańskiej krypcie z 1159 roku, na pustym sarkofagu św. Korbiniana, ustawiona jest neoromańska szkatuła z jego relikwiami, wykonana w 1861 roku przez monachijskiego złotnika Ferdinand von Harrach. Jedna z kolumn krypty wyróżnia się bogatą dekoracją rzeźbiarską, ze scenami walki ludzi z bestiami i smokami oraz Jezusa Chrystusa przynoszącego nadzieję.
Na wieżach katedry zachowało się osiem z jedenastu renesansowych dzwonów, odlanych po pożarze z 1563. Największy dzwon katedry, o wadze 5200 kg i tonie g0, wykonano w 1724 roku na zlecenie elektora Maksymiliana II Emanuela z materiału z tureckich armat użytych podczas oblężenia Belgradu w 1688 roku. 13 października 2007 kardynał Friedrich Wetter poświęcił dwa nowe dzwony odlane w ludwisarni Rudolfa Pernera w Pasawie.

## Galeria

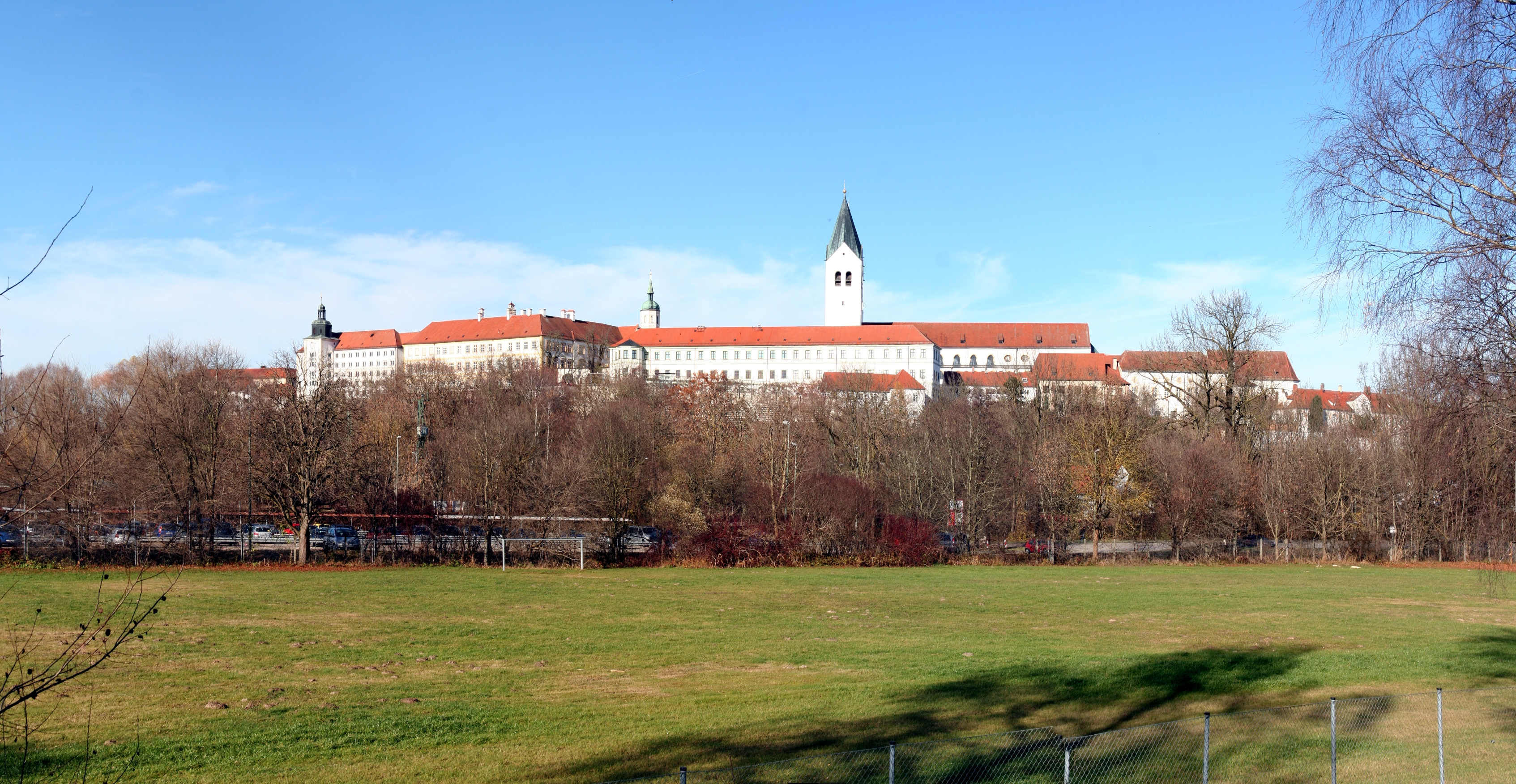
Widok na wzgórze katedralne z południa
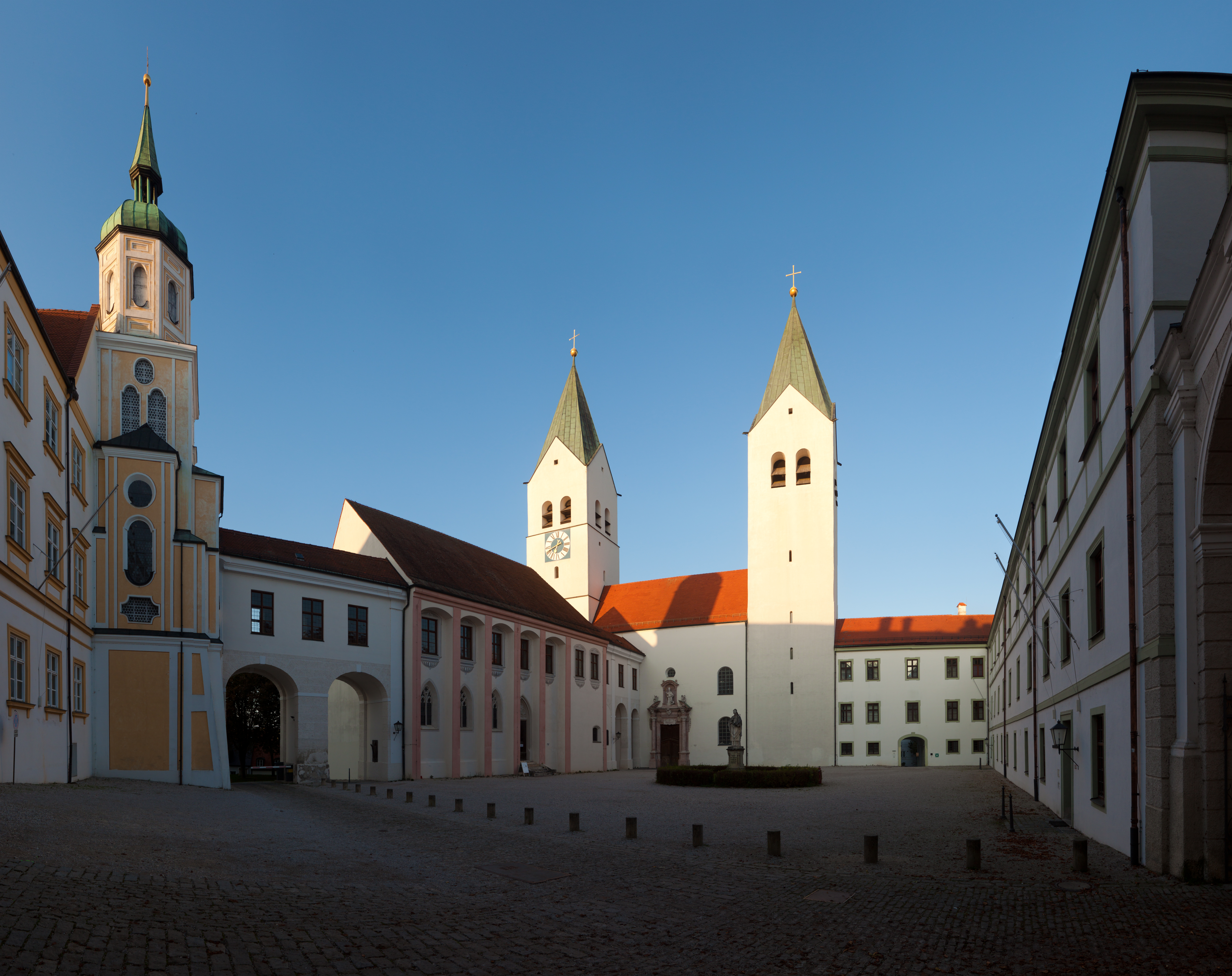
Dziedziniec klasztorny
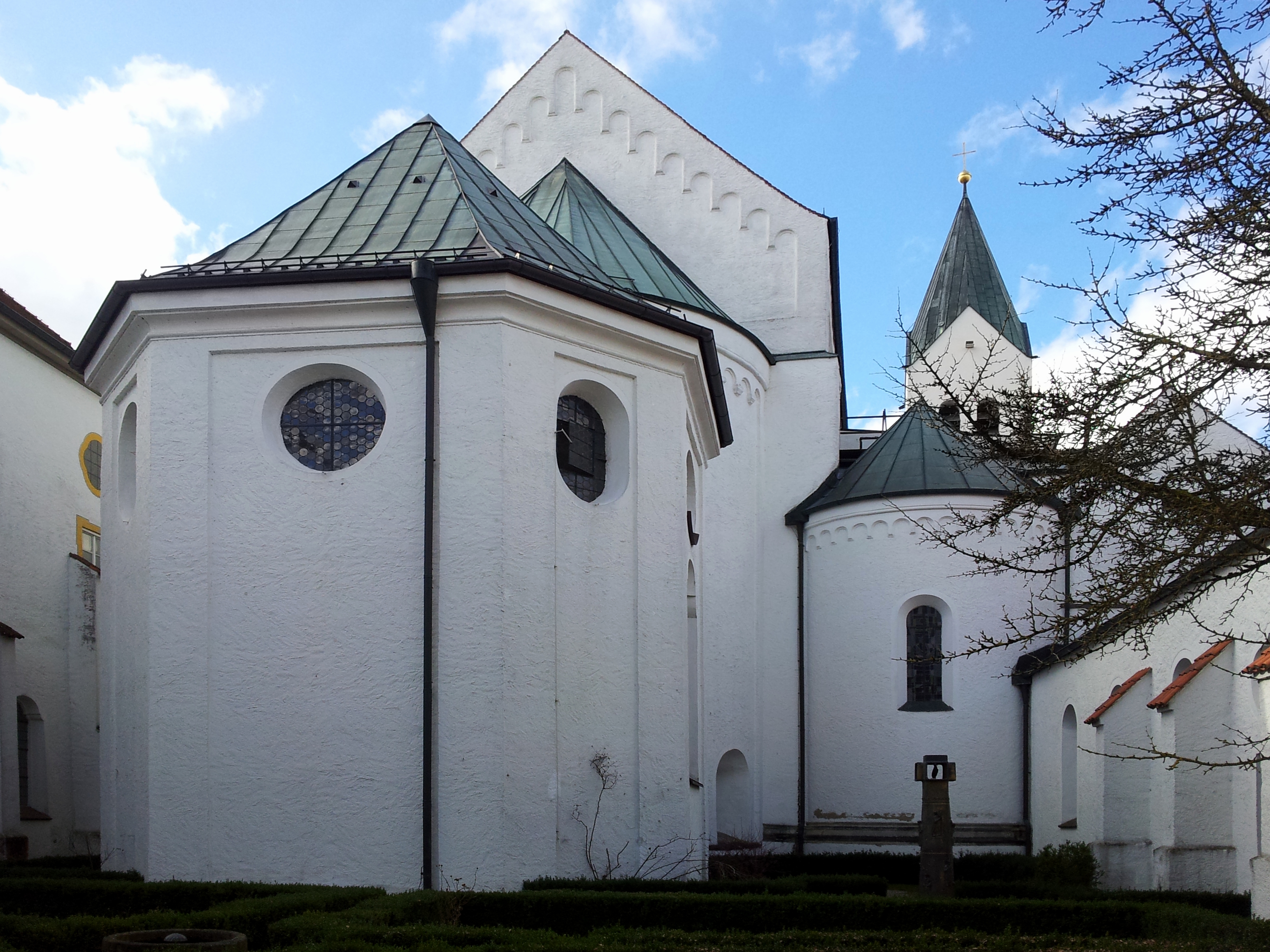
Widok ze wschodu na kaplicę św. Maksymiliana
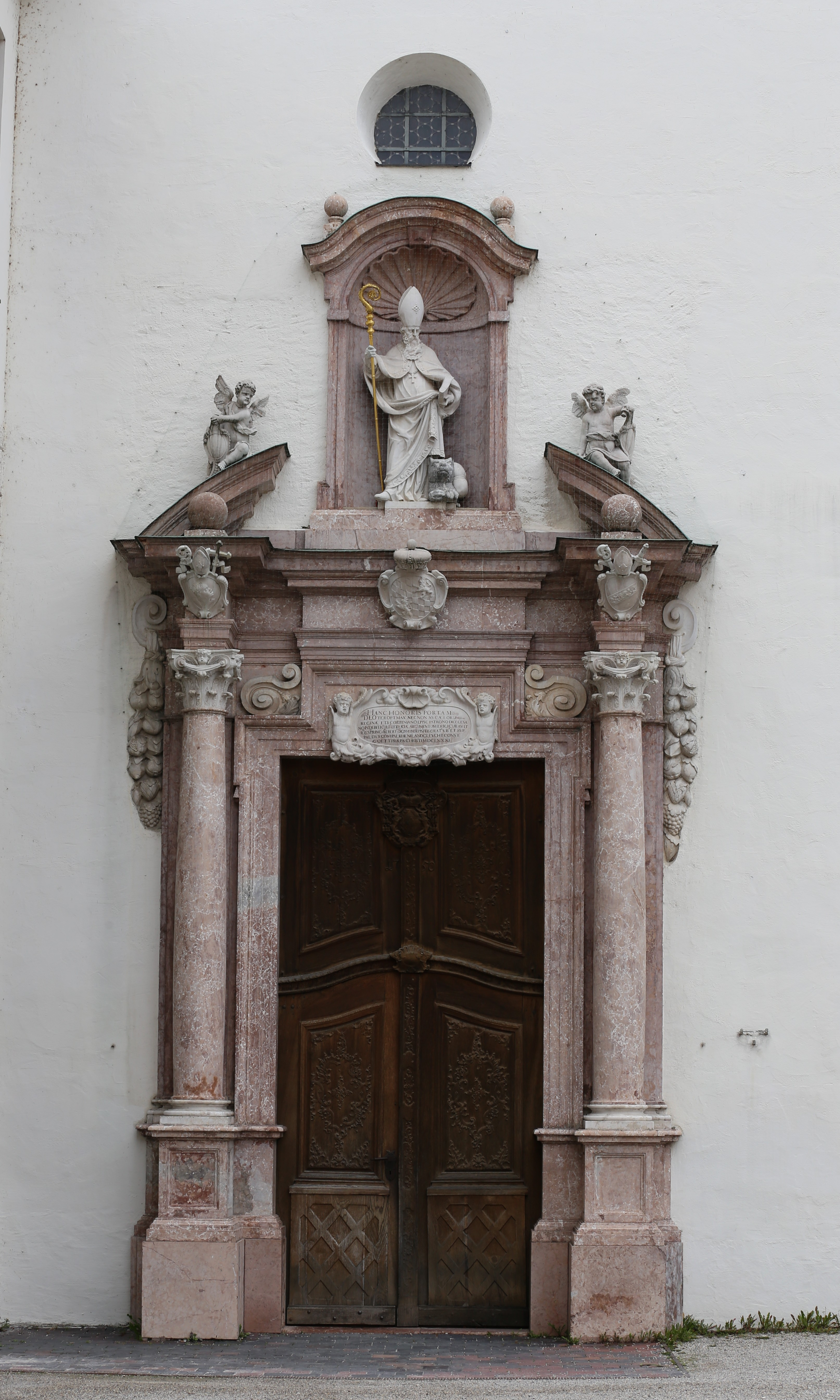
Portal główny
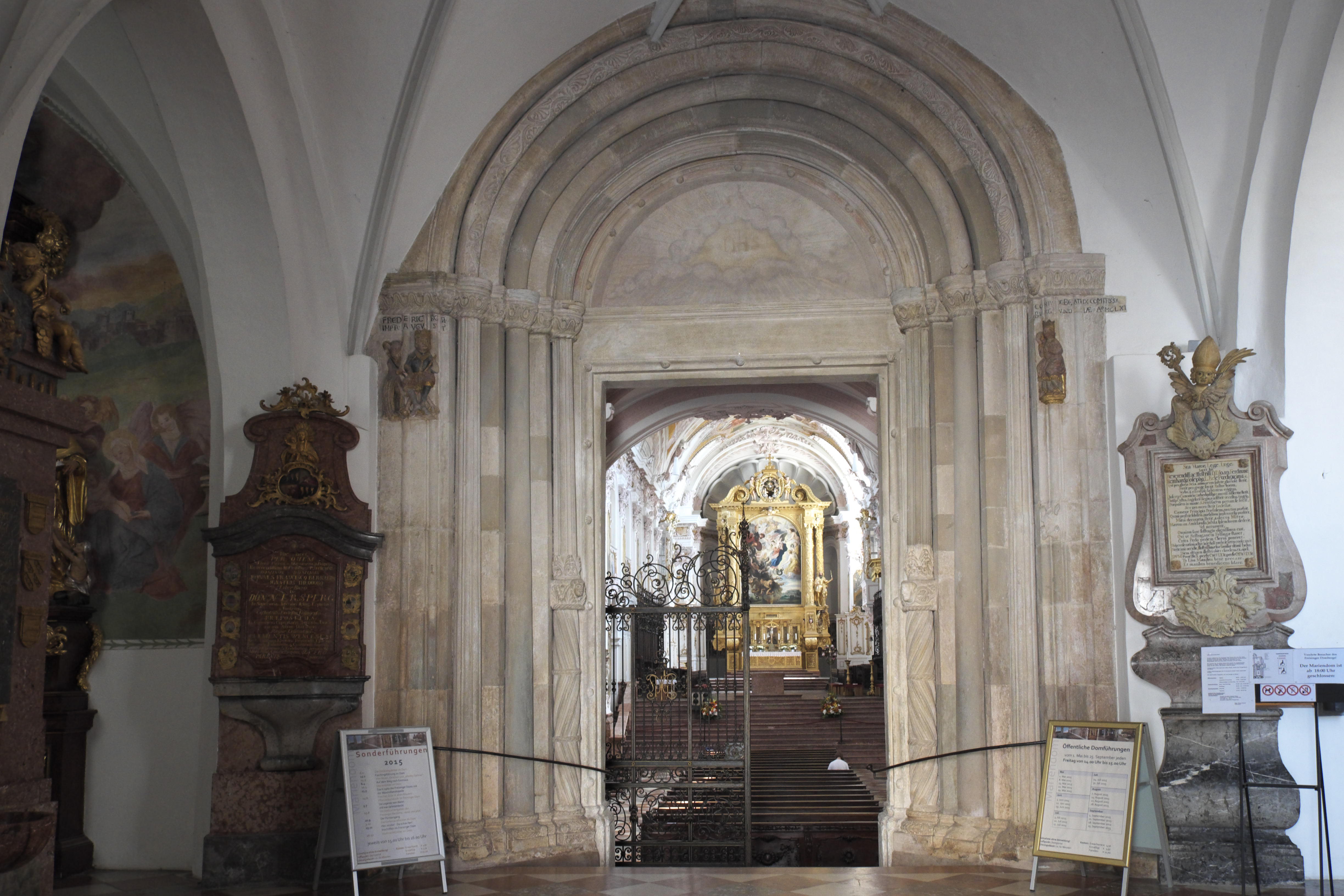
Romański portal
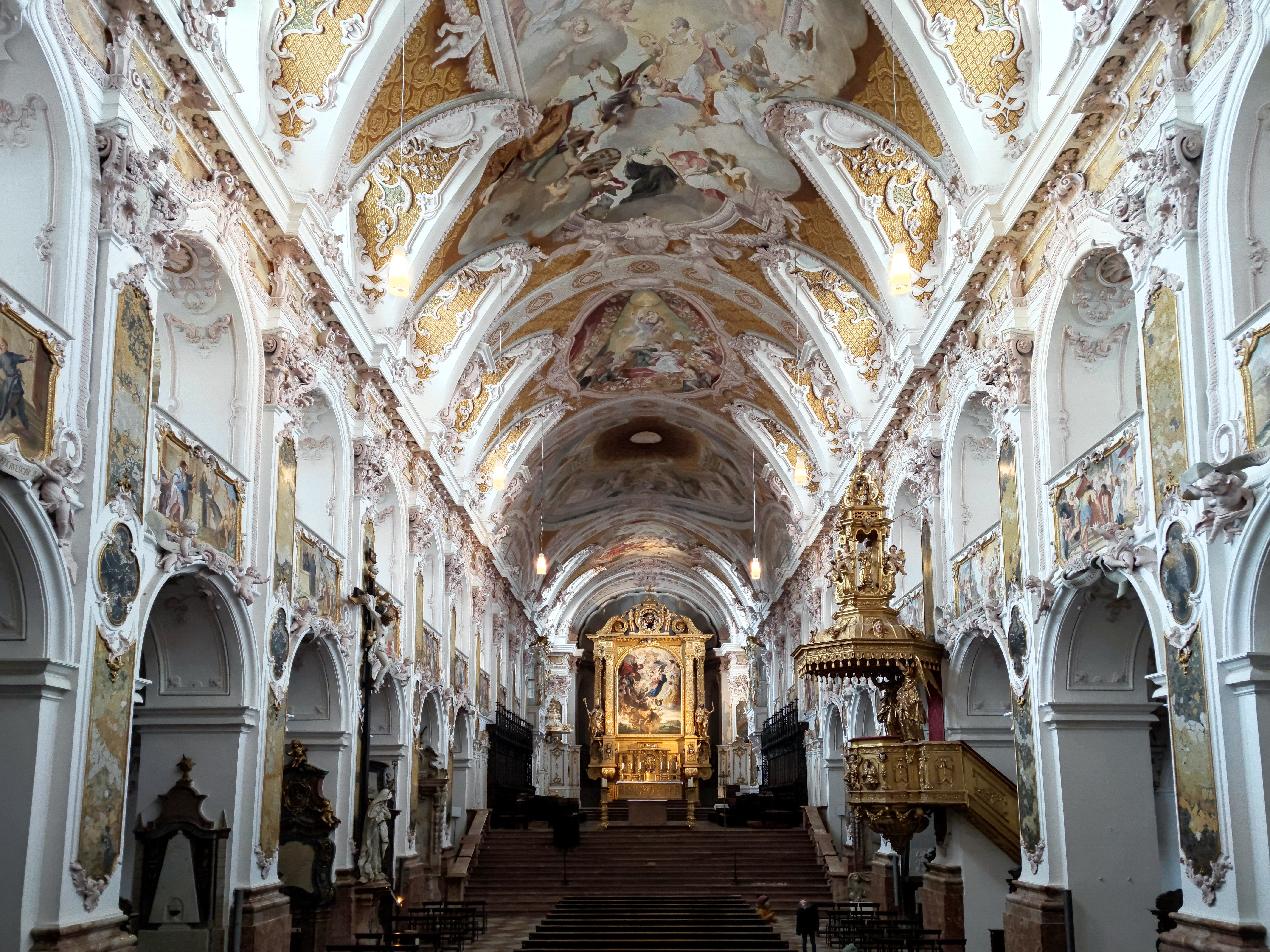
Wnętrze
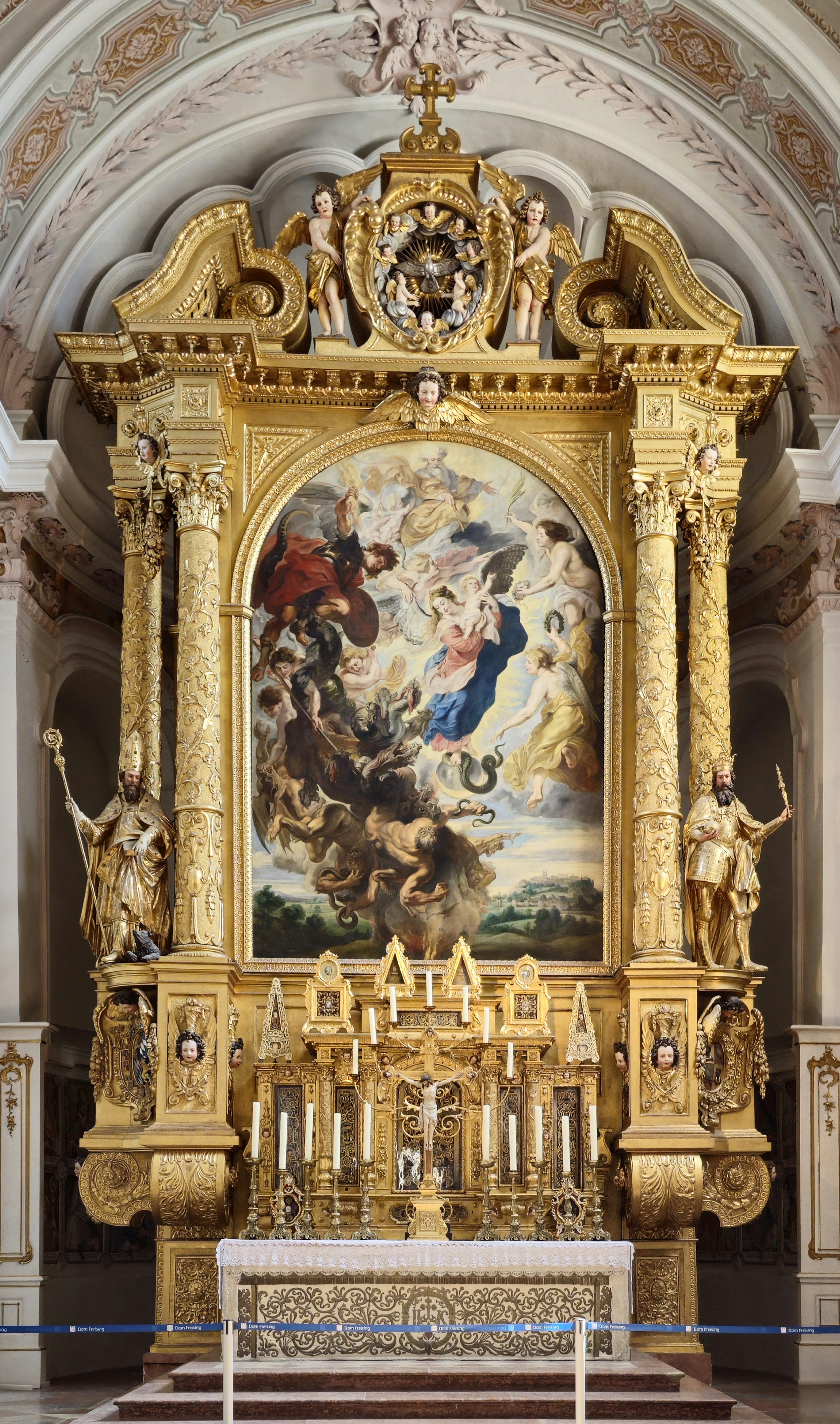
Ołtarz główny
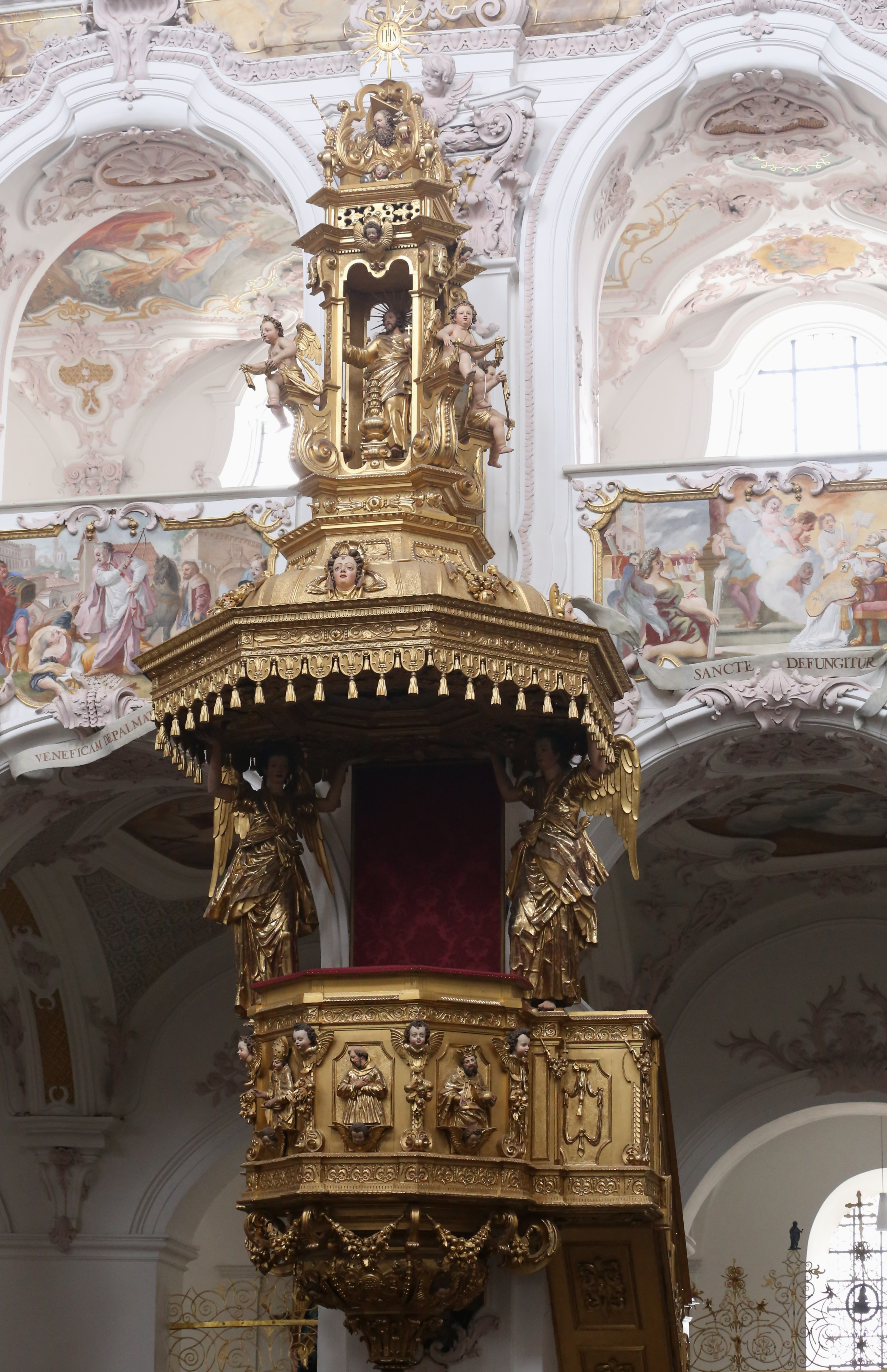
Ambona
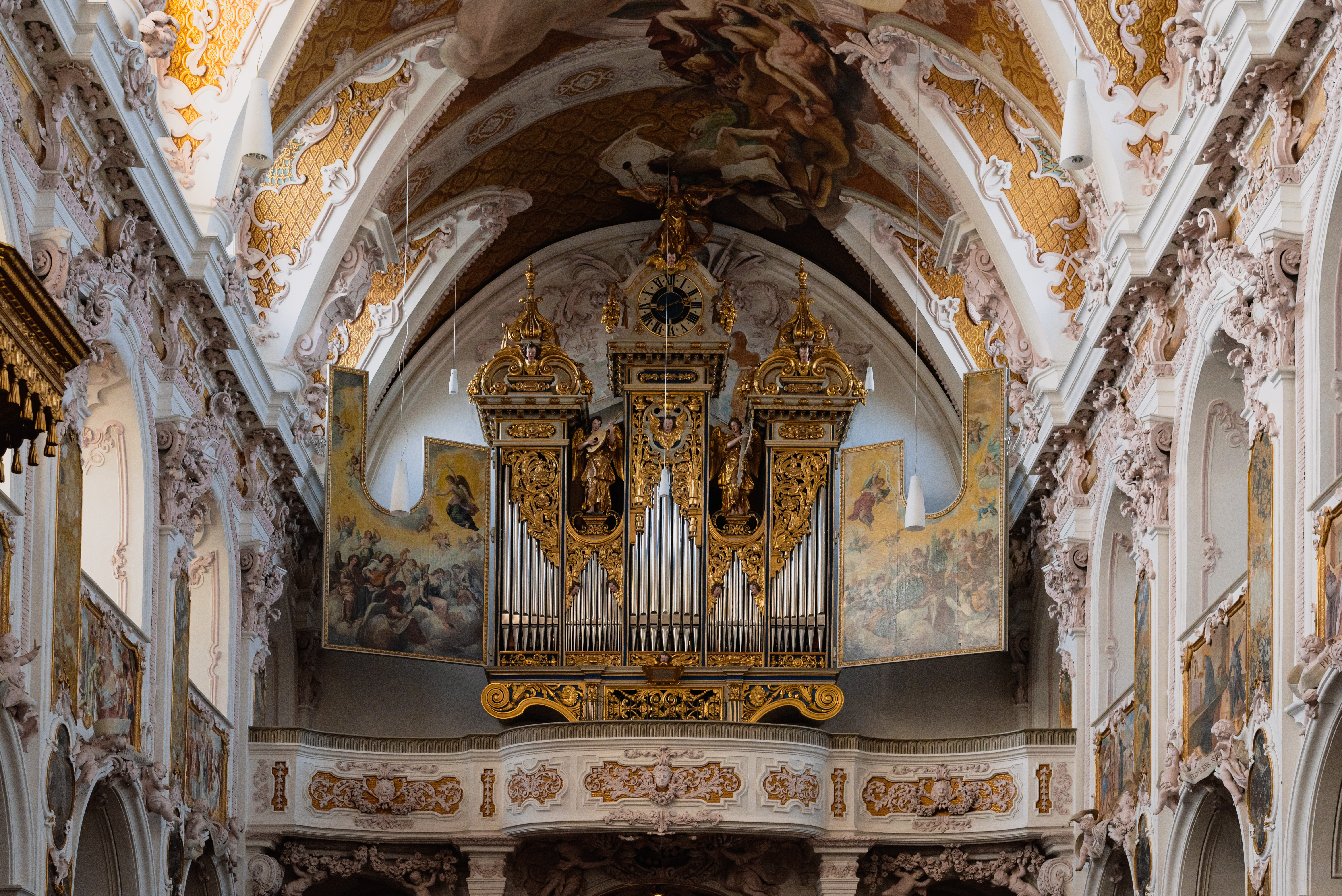
Organy
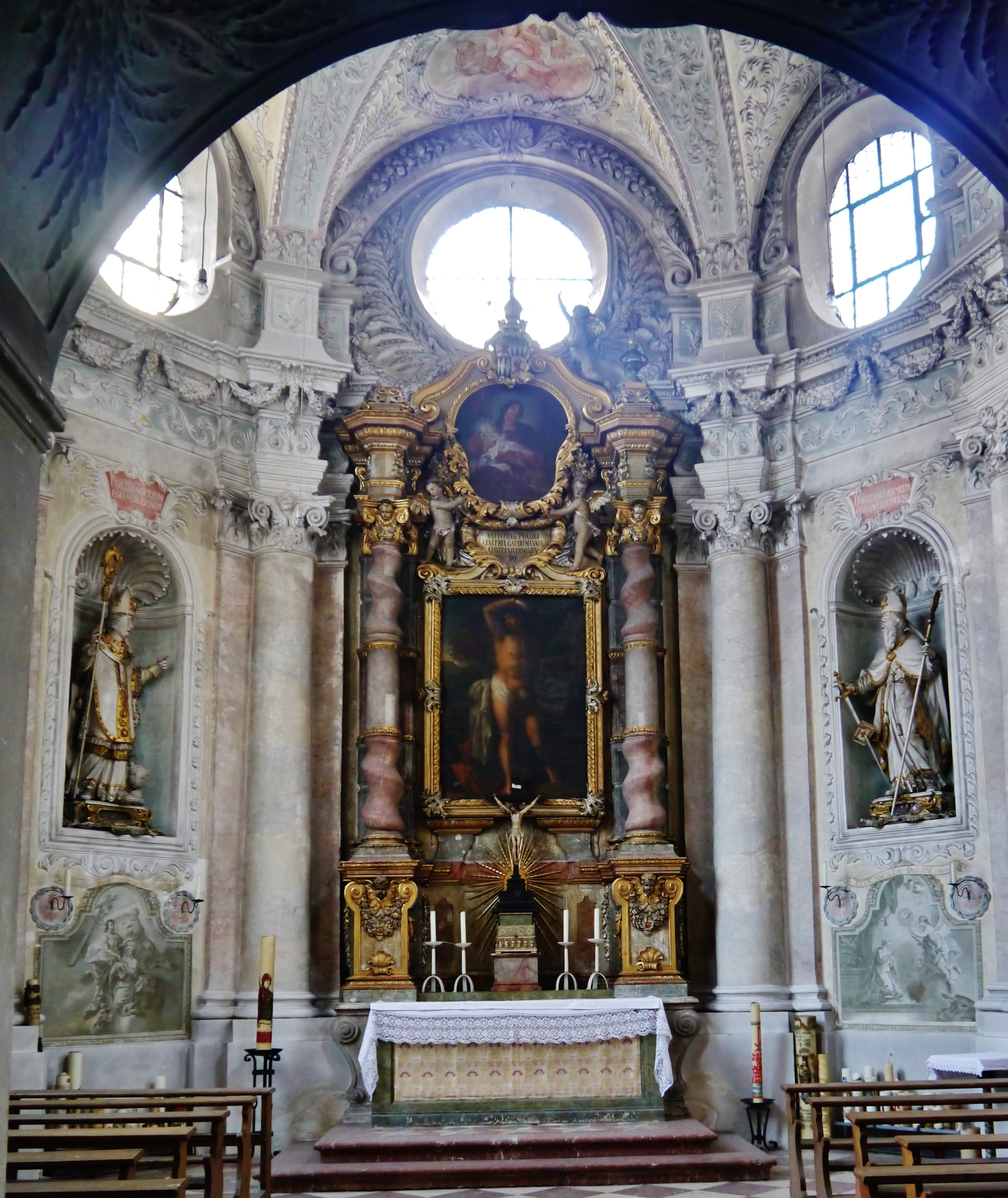
Wnętrze kaplicy św. Maksymiliana